# Evanthia Kairi
Evanthia Kairi (grec: Ευανθία Καΐρη)  (Andros, 1799 - Andros, 1861 (Julià)) va ser una intel·lectual, dramaturga, poeta i feminista grega.

## Biografia
Evanthia Kairi va néixer a l'illa d'Andros el 1799, el setè fill d'Asimina Kambanaki i Nikolaos Kairis. La seva família es va traslladar a Kydonies el 1812 quan el seu germà Theophilos Kairis va ser contractat com a professor a l’institut de la ciutat. Va adquirir fluïdesa en el grec antic, francès i italià i es va convertir en una traductora experimentada. Ambroise Firmin Didot la va conèixer als 17 anys i més tard va escriure: "Qui podia sospitar que en aquesta petita ciutat pràcticament desconeguda d'Àsia, una petita i miserable casa contindria una jove amb una educació tan excepcional".
Kairi va escriure l'obra teatral Nikeratos, que es refereix al tercer setge de Missolonghi el 1826. Va escriure l'obra entre abril i juliol i la va publicar anònimament a Nafplion aquell any. Va ser la primera obra de teatre d’una dona grega que es va publicar. L'obra es va representar a Ermoupolis més tard aquell mateix any.
Kairi també va escriure una breu història de Grècia.